# Madanahalli, Alur
Madanahalli là một làng thuộc tehsil Alur, huyện Hassan, bang Karnataka, Ấn Độ.